# Kundar
Le Kundar est une rivière qui coule dans la partie orientale de l'Afghanistan (province de Paktika) et à l'ouest du Pakistan (province du Baloutchistan). C'est un affluent de la rivière Gomal en rive droite, donc un sous-affluent de l'Indus par le Gomal.

## Géographie
Le Kundar prend naissance au Pakistan à plus ou moins 150 kilomètres au nord-est de Quetta, dans le Baloutchistan. Il naît dans la région centrale, la plus élevée des monts Toba Kakar, à peu de distance au nord-est de la ville de Sakir. Il grossit grâce aux eaux de fonte des neiges des Monts Sulaiman, et se dirige d'une manière générale vers l'est-nord-est puis le nord-est. Il atteint ainsi le territoire afghan dans lequel il ne pénètre pas, mais constitue la frontière entre les deux pays sur une distance de plus de 100 kilomètres (province de Paktika).
Toujours orienté vers le nord-est, le Kundar finit par se jeter dans la rivière Gomal en rive droite, à 25 kilomètres au sud de la ville pakistanaise de Khan Kot. Dès lors les eaux des deux rivières réunies s'orientent vers l'est et rejoignent l'Indus en rive gauche à une trentaine de kilomètres au sud de la ville de Dera Ismail Khan.

## Homonymie
- Ne pas confondre avec la rivière pakistanaise Kunhar, affluent du Jhelum (voir Kunhar River)
- La rivière Kunar peut aussi prêter à confusion. C'est l'affluent le plus important de la rivière Kaboul, un cours d'eau qui coule plus au nord, dans la province de Khyber Pakhtunkhwa au Pakistan, ainsi que dans la province afghane de Kounar.